# Maskar
Maskar (cyr. Маскар) – wieś w Serbii, w okręgu szumadijskim, w gminie Topola. W 2011 roku liczyła 206 mieszkańców.